# Kolisko
Kolisko ist ein deutscher Familienname.

## Namensträger
- Agnes Ruttner-Kolisko (1911–1991), österreichische Zoologin
- Alexander Kolisko (1857–1918), österreichischer Anatom und Pathologe
- Eugen Kolisko (1893–1939), österreichischer Anthroposoph, Arzt und Waldorflehrer
- Hans Kolisko (1861–1917), österreichischer Staatsbahndirektor
- Lili Kolisko (1889–1976), österreichische Anthroposophin und Naturwissenschaftlerin
- Robert Kolisko (1891–1974), österreichischer Dirigent, Direktor der Wiener Symphoniker
- Rudolf Kolisko (1859–1942), österreichischer Abgeordneter und Kommunalpolitiker